# 기질 제시

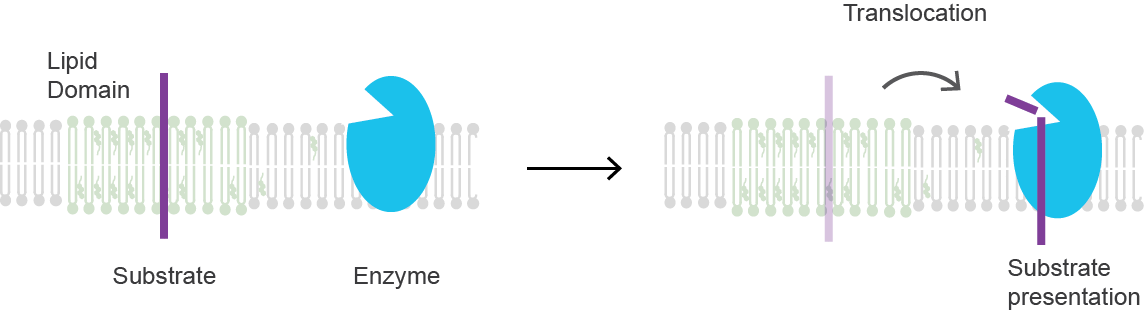
기질 제시: 기질(보라색 직사각형)은 지질 도메인(녹색 지질)으로 격리된 것으로 표시되어 있다. 기질이 무질서한 영역으로 전이되면 가수분해되는 효소(청색 타원형)가 제시된다.

기질 제시(基質提示, 영어: substrate presentation)는 단백질을 활성화하는 생물학적 과정이다. 단백질은 기질로부터 격리된 다음, 단백질이 기질에 방출되어 노출됨으로써 활성화된다. 기질은 일반적으로 효소의 반응물을 지칭하지만 리간드가 결합하는 단백질 표면일 수도 있다. 기질은 효소가 작용하는 물질이다. 효소와의 상호작용의 경우 단백질이나 유기 기질은 일반적으로 화학적 형태를 변화시킨다. 기질 제시는 효소가 촉매 작용을 시작하기 위해 입체구조를 변경할 필요가 없다는 점에서 다른 자리 입체성 조절과 다르다. 기질 제시는 나노 수준의 거리(<100 nm)에서 가장 잘 설명된다.

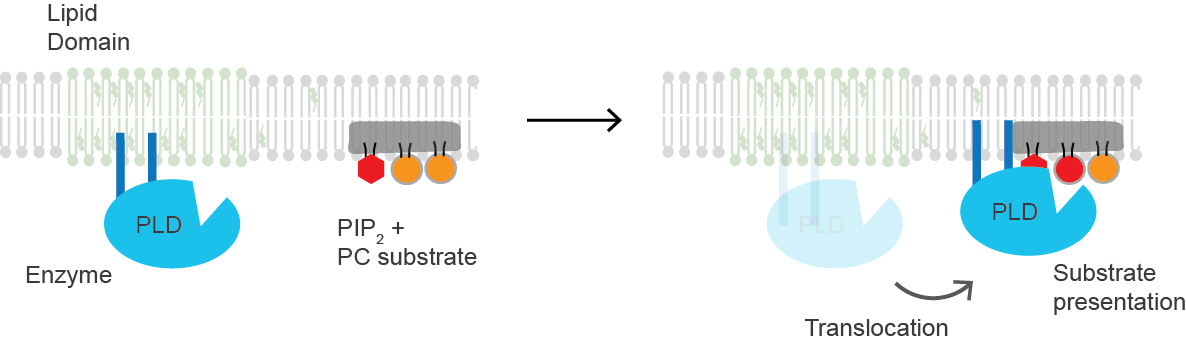
효소 전위: 인지질가수분해효소 D(PLD) (파란색 타원형)는 팔미토일화에 의해 콜레스테롤 의존성 지질 도메인(녹색 지질)으로 격리된다. PLD는 또한 원형질막의 GM1 클러스터와 별도로 포스파티딜콜린(PC) 근처에 위치한 PIP_{2}(빨간색 육각형) 도메인(회색 음영)과 결합한다. 세포에서 PIP_{2}가 증가하면 PLD는 PIP_{2}로 이동하여 PIP_{2}에 노출되어 포스파티딜콜린(PC)을 포스파티드산(빨간색 구형 지질)으로 가수분해한다.

## 예

### 아밀로이드 전구체 단백질
아밀로이드 전구체 단백질(APP)은 베타-세크레테이스 1 및 감마-세크레테이스에 의해 절단되어 알츠하이머병과 관련된 아밀로이드 플라크를 담당하는 40~42개의 아미노산으로 구성된 펩타이드를 생성한다. 세크레테이스는 기질 제시에 의해 조절된다. 기질인 아밀로이드 전구체 단백질(APP)은 팔미토일화되어 성상세포의 콜레스테롤에 반응하여 GM1 지질 뗏목 안팎으로 이동한다. 아포지질단백질 E(ApoE)에 의해 전달된 콜레스테롤은 아밀로이드 전구체 단백질이 GM1 지질 뗏목과 결합하도록 유도한다. 콜레스테롤이 낮으면 단백질은 이상 부위로 이동하여 알파-세크레테이스에 의해 분해되어 아밀로이드비생성성 산물을 생성한다. 효소는 콜레스테롤에 반응하지 않는 것으로 보이며 기질만 움직인다.
소수성은 분자의 분할을 유도한다. 세포에서 이는 세포 내 및 세포막 내에서 구획화를 일으킨다. 지질 뗏목의 경우 팔미토일화는 대부분의 내재성 뗏목 단백질에 대한 뗏목 친화성을 조절한다. 뗏목 조절은 콜레스테롤 신호전달에 의해 조절된다.

### 인지질가수분해효소 D2
인지질가수분해효소 D2(PLD2)는 기질 제시에 의해 활성화되는 효소의 잘 정의된 예이다. 효소는 팔미토일화되어 효소가 GM1 지질 도메인 또는 "지질 뗏목"으로 이동하게 된다. 인지질가수분해효소 D의 기질은 불포화 화합물이며 지질 뗏목에 존재량이 적은 포스파티딜콜린(PC)이다. 포스파티딜콜린은 다중불포화 지질인 포스파티딜이노시톨 4,5-이중인산(PIP2)와 함께 세포의 무질서한 영역에 국한된다. 인지질가수분해효소 D2에는 PIP2 결합 도메인이 있다. 막의 PIP2 농도가 증가하면 PLD2는 GM1 도메인을 떠나 PIP2 도메인과 결합하여 기질인 포스파티딜콜린에 접근하고 기질 제시에 따라 촉매 작용을 시작한다. 아마도 이 효소는 지질 뗏목에서 반응을 촉매할 수 있지만 활성을 위한 기질은 부족하다.

### 염증
종양괴사인자-α-전환효소(TACE)라고도 불리는 ADAM17은 기질인 막 결합 종양괴사인자(mTNF)로부터 떨어진 지질 뗏목에 격리된다. 콜레스테롤은 mTNF가 지질 뗏목에서 ADAM17과 클러스터링되도록 하고 염증성 사이토카인인 가용성 TNF(sTNF)를 방출하도록 한다.

### 키네이스 신호전달
수용체 티로신 키네이스(RTK)는 다양한 폴리펩타이드 성장인자, 사이토카인 및 호르몬에 결합하는 세포 표면 수용체이다. 수용체 티로신 키네이스의 활성화는 지질 뗏목 내의 콜레스테롤에 의해 촉진되는 과정인 팔미토일화 및 이량체화에 의해 구동된다. 일단 이량체화되면, 수용체는 자가인산화를 겪게 되고, 이는 후속 인산화 캐스케이드를 유발한다. 이는 특별한 경우로 기질과 효소가 동일한 분자인 경우이다.
단백질 키네이스 C(PKC)는 단백질을 인산화시키는 효소의 한 부류이다. 그 기질은 일반적으로 효소가 지질인 디아실글리세롤에 의해 모집되는 막 표면에 있다. 따라서 단백질 키네이스C 활성화의 일부는 기질 제시, 즉 기질이 막에 존재하는 위치를 통해 이루어진다.

### SARS-CoV-2
(푸린) (생성 세포, 복제). 세포에 콜레스테롤 푸린이 적재되면 GM1 지질 뗏목으로 이동하여 SARS-CoV-2의 팔미토일화된 스파이크 단백질로 국한되어 바이러스 진입을 위한 준비를 한다.
(ACE2) (표적 세포, 바이러스 진입), SARS-CoV-2 수용체 ACE2는 SARS-CoV-2를 지질 뗏목으로 이동시켜 세포 내 섭취가 되고 절단 및 최적의 세포 융합을 위해 카텝신에 노출된다. 콜레스테롤이 낮은 경우 ACE2는 바이러스를 TMPRSS2로 전달한다. 이는 또한 절단되어 바이러스 진입을 허용하지만 훨씬 덜 효율적인 추정 표면 메커니즘을 통해 이루어진다. 콜레스테롤에 대한 ACE2의 민감도는 어린이의 코로나19 증상을 덜 심각하게 만드는 데 기여하는 것으로 생각된다.

## 활성화 메커니즘

### 격리
격리는 분자를 지질 뗏목으로 이동시키는 과정이다. 원형질막 내에서 격리는 주로 포화 지질을 콜레스테롤로 채우거나 매우 작은 거리(< 100 nm)에서 상 분리를 통해 이루어진다. 거시적 수준에서 세포소기관과 소포는 기질에 대한 효소의 접근을 제한할 수 있다.
격리는 기질에 근접한 단백질의 농도를 높이거나 낮출 수 있다. 기질이 지질 뗏목 내에 존재할 때 격리는 기질 근처의 단백질 농도를 증가시킨다. 반대로, 기질이 지질 뗏목으로부터 제외되면 PLD2에서 볼 수 있듯이 격리로 인해 단백질과 기질 사이의 상호작용이 감소한다.
효소의 기질은 움직일 수 있다. 움직임은 일반적으로 팔미트산 매개 국소화 또는 단백질 표적화의 중단이다. 팔미토일화되고 PIP2에 결합하는 단백질의 경우, PIP2의 농도를 증가시키면 지질 뗏목에서 PIP2로 효소의 이동이 유리해진다. PIP2는 주로 다중불포화되어 지질이 지질 뗏목으로부터 멀리 위치하게 하고 PIP2가 팔미트산 매개 국소화에 반대쪽에 위치하게 한다.

## 조절

### 콜레스테롤
콜레스테롤과 다중불포화 지방산(PUFA)은 지질 뗏목 형성을 조절하여 지질 뗏목의 생물학적 기능을 조절한다. 포화 지질과 콜레스테롤이 막에서 증가하면 지질 뗏목은 팔미토일화된 단백질에 대한 친화력을 증가시킨다. 다중불포화 지방산은 반대 효과를 가지며 막을 유동화한다.

### 다중불포화 지방산
다중불포화 지방산(PUFA)은 또한 신호전달 지질의 농도를 증가시킬 수 있다. 뇌에서 아주 흔한 다중불포화 지방산인 아라키돈산은 포스파티딜콜린(PC)과 포스파티딜이노시톨 4,5-이중인산(PIP2)에 통합된다. 아라키도닐 포스파티딜콜린은 세포 내 다중불포화 지방산의 양을 증가시킬 가능성이 있는 인지질가수분해효소 D(PLD)의 선호되는 기질이다. 콜레스테롤에 의한 지질 뗏목 기능의 조절은 기질 제시와 기질 제시를 활성화 메커니즘으로 활용하는 많은 팔미토일화 단백질들을 효과적으로 조절한다. 추측이긴 하지만, 사람의 건강에 대한 콜레스테롤과 다중불포화 지방산의 중대한 영향은 세포 내 지질 뗏목 기능의 생리적 조절을 통할 가능성이 높다.

## 생물학에서의 역할

### 기계적 자극에 대한 생리학적 반응
기계적 힘(전단 또는 팽창)은 지질 뗏목에 대한 팔미트산의 패킹 및 결과적인 친화력을 독립적으로 방해할 수 있다. 이러한 중단으로 인해 인지질가수분해효소 D2(PLD2)는 PIP2 도메인으로의 트래피킹을 선호하게 된다. 기계 감응성 이온 통로인 TREK-1은 기계적 힘에 반응하여 콜레스테롤 의존성 지질 뗏목으로부터 방출된다. 이는 통증을 완화시키는 효과가 있다.

### 마취
막 매개 마취는 기질 제시를 사용한다. 전신 마취제인 프로포폴과 흡입 마취제인 제논, 클로로포름, 아이소플루레인, 다이에틸 에터는 지질 뗏목 기능을 방해하고 인지질가수분해효소 D2(PLD2)의 지질 뗏목에 대한 팔미트산 매개 국소화를 방해한다. 인지질가수분해효소 D(PLD)를 활성화하면 TREK-1 채널이 활성화된다. 막 매개 PLD2 활성화는 마취제에 민감하지 않은 동족체 TRAAK로 전달되어 통로 마취제를 민감하게 만들 수 있다.

## 같이 보기
- 항원 제시
- 항원 제시 세포
- 기질
- 효소